# Max Leemann
Max Leemann (* 12. Juni 1932 in Meilen; † 10. April 2002 in Männedorf am Zürichsee) war ein Schweizer Komponist, Dirigent, Trompeter und Musikverleger. Er komponierte auch unter dem Pseudonym Lex Abel.

## Leben
Max Leemann wuchs mit seinen zwei Brüdern in ländlicher Umgebung in Meilen auf. Er begann schon als Kind im ansässigen Musikverein mit dem Blockflötenspiel und als solide Grundlage erlernte er auch das Akkordeonspiel. Gegen den Willen des Vaters studierte er von 1948 bis 1951 am Konservatorium in Zürich und am Conservatoire national in Paris.
1951 bis 1955 war er Trompeter am Städtebund-Theater Biel-Solothurn und beim Rundfunkorchester Monte Ceneri in Lugano. Ab 1955 war er hauptberuflich als Blasorchesterdirigent und Komponist tätig. Als Nachfolger von Heinrich Steinbeck wurde er 1959 Dirigent der Stadtmusik in Arbon am Bodensee, die er bis 1965 leitete. Weitere Blasorchester waren die Feldmusik Unterärgeri, die Stadtmusik "Eintracht" in Zürich, der Musikverein Dällikon (in der Nähe von Regensdorf) und der Musikverein Zollikon. Später dirigierte er auch noch die Kantonspolizeimusik Zürich  und ab 1968 die Stadtmusik in Rapperswil SG, mit der er sich besonders verbunden fühlte.
1961 liess er sich mit seiner Ehefrau und drei Töchtern in seiner Heimatgemeinde Meilen nieder und gründete dort den Eigenverlag Belgano Musikverlag für Blasorchesterwerke, wo er neben anderen Autoren vorwiegend eigene Kompositionen verlegte. Im April 2002 verstarb Max Leemann nach einer Operation im Spital Männedorf.
Sein Œuvre umfasst knapp 100 Werke.

## Werke

### Werke für Blasorchester
- 1958 Züri Leu Marsch
- 1960 Zur Feier des Tages
- 1960 Seeburg Marsch
- 1964 Mixed-Pickles Modern Selection
- 1964 Trüngeler Marsch
- 1967 Golden Line Jazz-Suite
- 1970 Froh und Heiter Marsch
- 1970 Monte Rosa Marsch
- 1974 Rapperswiler Marsch
- 1977 Auf Schritt und Tritt
- 1985 Unsere Stadt Tongemälde in 3 Sätzen
  1. Auf dem Schloss
  2. Im Rosengarten
  3. In der Altstadt
- Mit Trompeten und Posaunen

### Als Lex Abel komponiert
- 1961 Rimballzello Boogie-Woogie
- 1968 Beat and Sweat Jazz-Suite
  1. Rock-Fox
  2. Beat-Waltz
  3. Slop
- 1961 Top-Fit Dixieland
- 1970 Baby-Face (Calliope)
- Bahama Blues
- Longstreet Dixie
- Show-Time Jazz-Marsch
- Hotline (Calliope)
- Flashlights
- MY HAPPY GIRL (Dixie)